# 근위대장
근위대장(일본어: 近衛大将 코노에노다이쇼우[*])은 일본 율령제의 영외관 중 하나이다. 궁중 경호 등을 담당한 좌우근위부의 장관이다. 좌근위부에는 좌근위대장(일본어: 左近衛大将 사콘에노다이쇼우[*]), 우근위부에는 우근위대장(일본어: 右近衛大将 우콘에노다이쇼우[*])가 있고, 줄여서 "좌대장(左大将)", "우대장(右大将)"이라고 불렀다. 정원은 좌우대장이 각 1명이며, 권관은 아니다. 관위당상은 종삼위. 상설무관직 중 최고위직이었다가, 후에는 마어람이 겸임하게 되었다.